# 长朗县
长朗县（英語：Changlang district），印度阿鲁纳恰尔邦所设的一个县，為該邦少數的無主權爭議地區。
总面积4,662平方公里，总人口147951，人口密度32人/平方公里（2011年）。
该县南部与缅甸相邻，西部与特拉普县。
此地有中国远征军的贾瑞普公墓（佳蘭埔墓園）Jairampur cemetery。